# Dolanab
Dolanab (persiska: دولاناب, دُلَنَب, دولِهناب, Dūlānāb) är en ort i Iran.   Den ligger i provinsen Zanjan, i den nordvästra delen av landet, 300 km väster om huvudstaden Teheran. Dolanab ligger 1 396 meter över havet och antalet invånare är 689.
Terrängen runt Dolanab är kuperad åt nordväst, men åt sydost är den platt.Runt Dolanab är det ganska glesbefolkat, med 47 invånare per kvadratkilometer. Närmaste större samhälle är Gomeshābād, 17,2 km nordväst om Dolanab. Trakten runt Dolanab består i huvudsak av gräsmarker.